# Bundesplatz (Berlin)
Der Bundesplatz (bis 1950: Kaiserplatz) ist ein Verkehrsknotenpunkt im Süden des Berliner Ortsteils Wilmersdorf (Bezirk Charlottenburg-Wilmersdorf) und Mittelpunkt des Kiezes an der Grenze zum Ortsteil Friedenau (Bezirk Tempelhof-Schöneberg).

## Geschichte

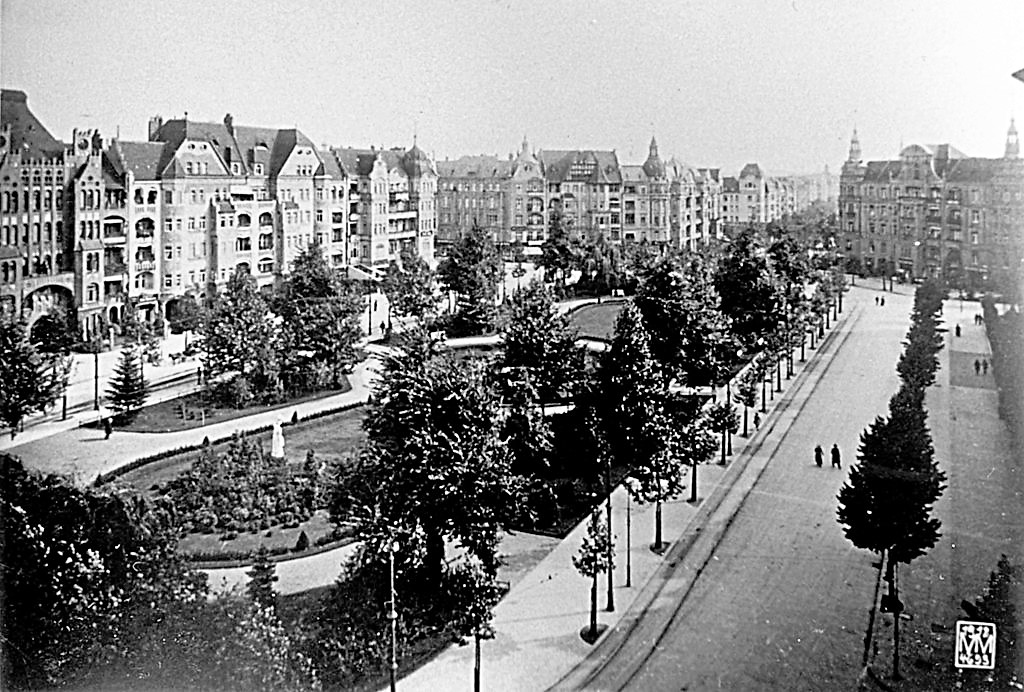
Der Kaiserplatz in Berlin-Wilmersdorf, 1912

Der Platz wurde 1875 als Straßburger Platz angelegt. Auf ihm kreuzte die in Nord-Süd-Richtung verlaufende Kaiserallee (heute: Bundesallee) die in West-Ost-Verbindung verlaufende Margarethenstraße (heute: Detmolder Straße und Wexstraße).

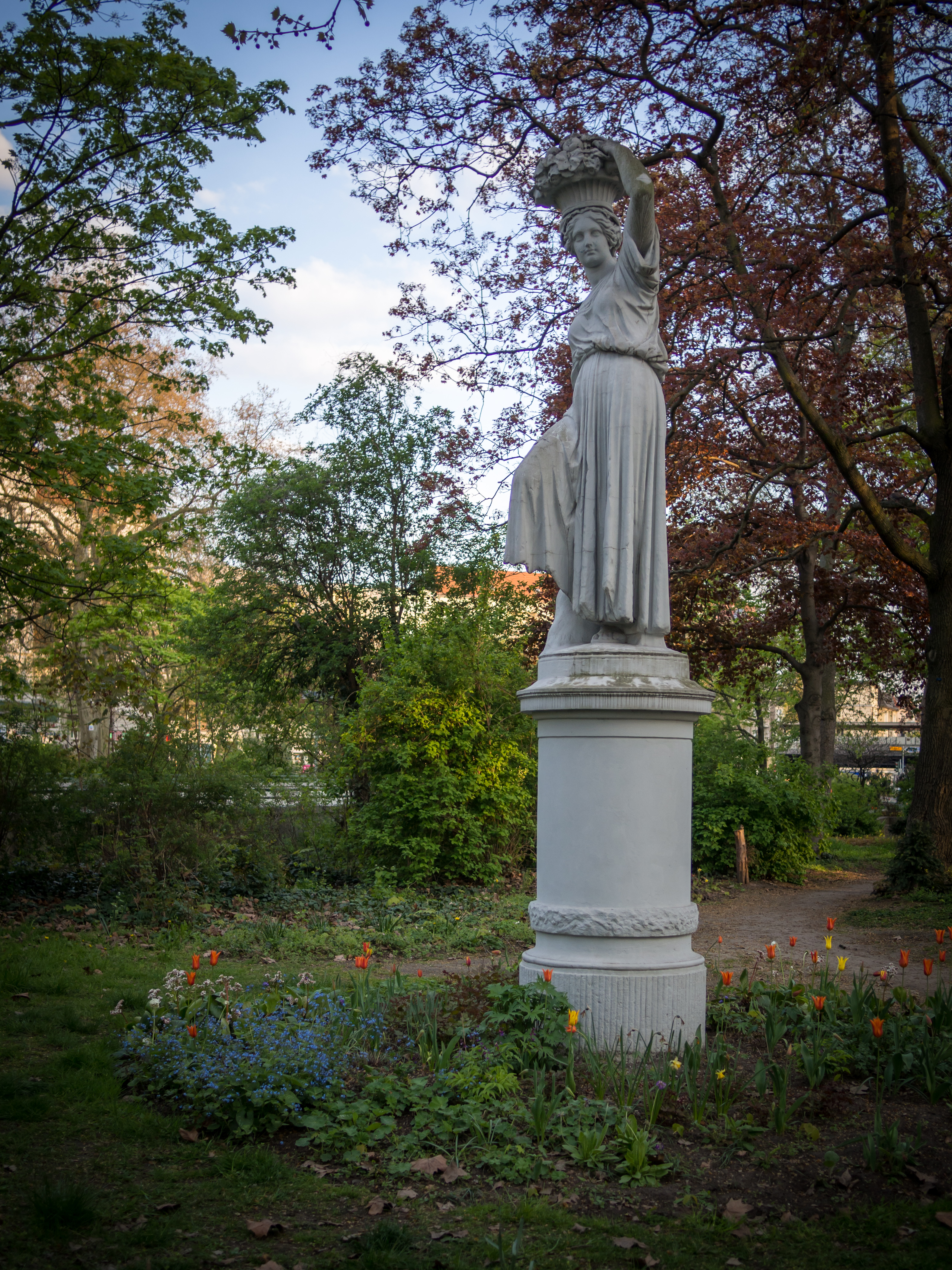
Figur Winzerin von Friedrich Drake

Am 16. März 1888 wurde er nach dem eine Woche zuvor verstorbenen Kaiser Wilhelm I. in Kaiserplatz umbenannt. Als Mittelpunkt des sich in der Folge entwickelnden Kaiserplatzviertels bezogen sich auch alle umliegenden Straßennamen auf Wilhelm I.
Im Jahr 1909 ließ die Gemeindeverwaltung die Mittelfläche des Platzes parkähnlich mit Springbrunnen und Beeten gestalten.
Mit dem Bau der Nordeinfahrt des Autotunnels in den 1960er Jahren wurde der Platz erheblich umgestaltet, der Park auf der Mittelinsel musste größtenteils aufgegeben werden.
Als Zeichen der Zugehörigkeit Berlins zur Bundesrepublik erhielt der Platz 1950 den heutigen Namen. Dies erfolgte gleichzeitig mit der Umbenennung der Kaiserallee in Bundesallee anlässlich der Einweihung des dortigen Bundeshauses.

## Verkehr
In den 1960er Jahren trug der Platz wegen jahrelanger Bauarbeiten den scherzhaften Beinamen „Buddelplatz“: Parallel zur Ringbahntrasse wurde die Stadtautobahn angelegt. Die Anschlussstellen 15 (Detmolder Straße) und 16 (Wexstraße) sowie 17 (Innsbrucker Platz – Westseite) liegen jeweils wenige hundert Meter westlich bzw. östlich.
Im Zuge der Bundesallee wurde der je Fahrtrichtung zweistreifige Tunnel am Bundesplatz angelegt, der die Kreuzungen mit der Detmolder Straße und der Wexstraße sowie (etwas weiter südlich) die Einmündung des Südwestkorsos unterquert, um Autofahrern ein schnelles Durchqueren des Gebietes zu ermöglichen.
Südlich des Platzes liegt der gleichnamige Bahnhof der U- und S-Bahn.

## Kultur und Kunst

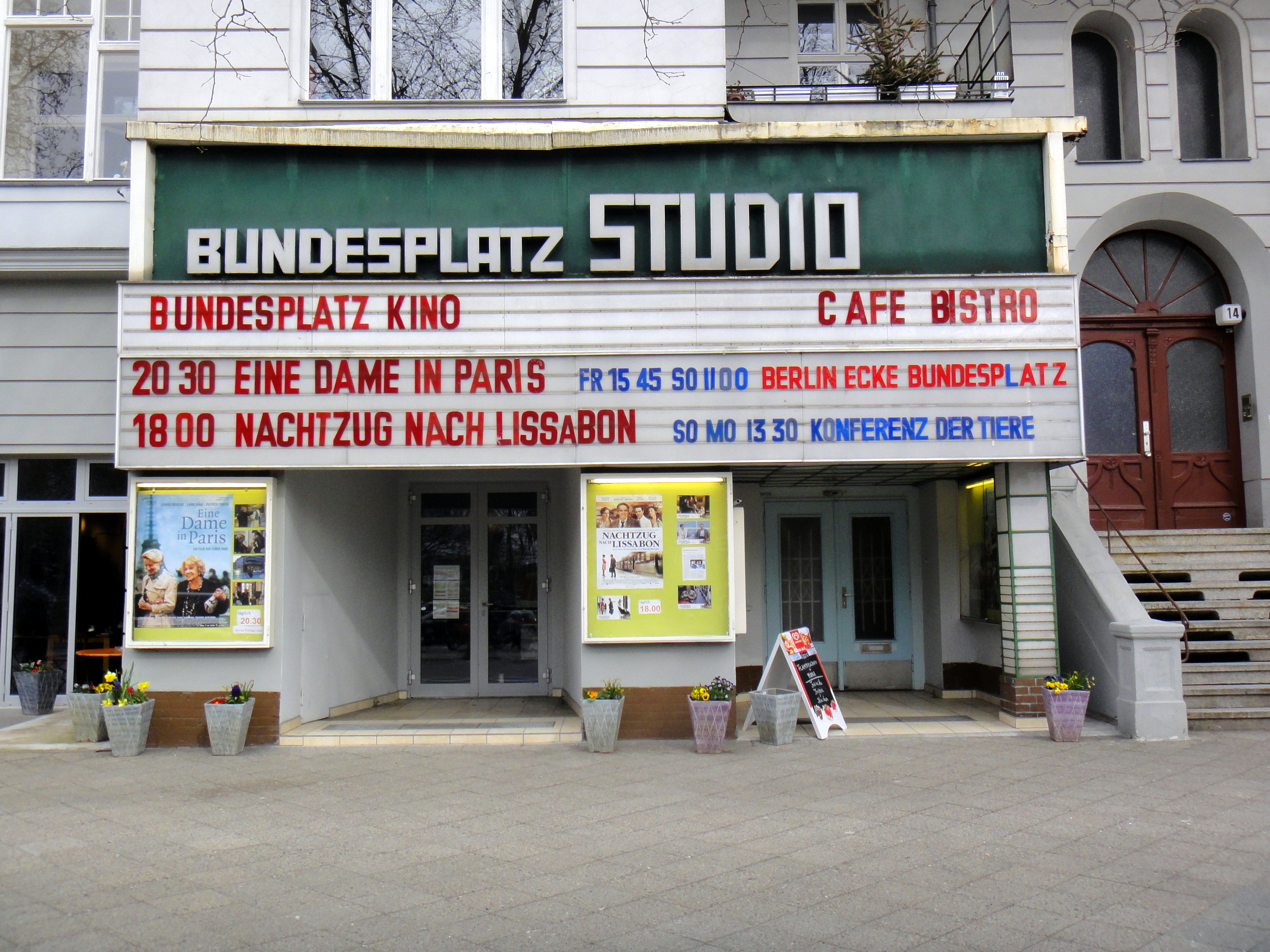
Bundesplatz-Studio, im Programm unter anderem der Film Berlin – Ecke Bundesplatz

Das Haus Bundesplatz 14 beherbergt seit 1913 ein Kino. Es trug zunächst den Namen Lichtspiele Kaiserplatz, nach der Umbenennung des Platzes dann Bundesplatz-Lichtspiele und bis August 2011 Bundesplatz-Studio. Es ist ein Arthouse-Kino, in dem für bis zu 100 Zuschauer Qualitätsfilme gezeigt werden, nachdem sie in den größeren Häusern durch neue Streifen abgelöst wurden.

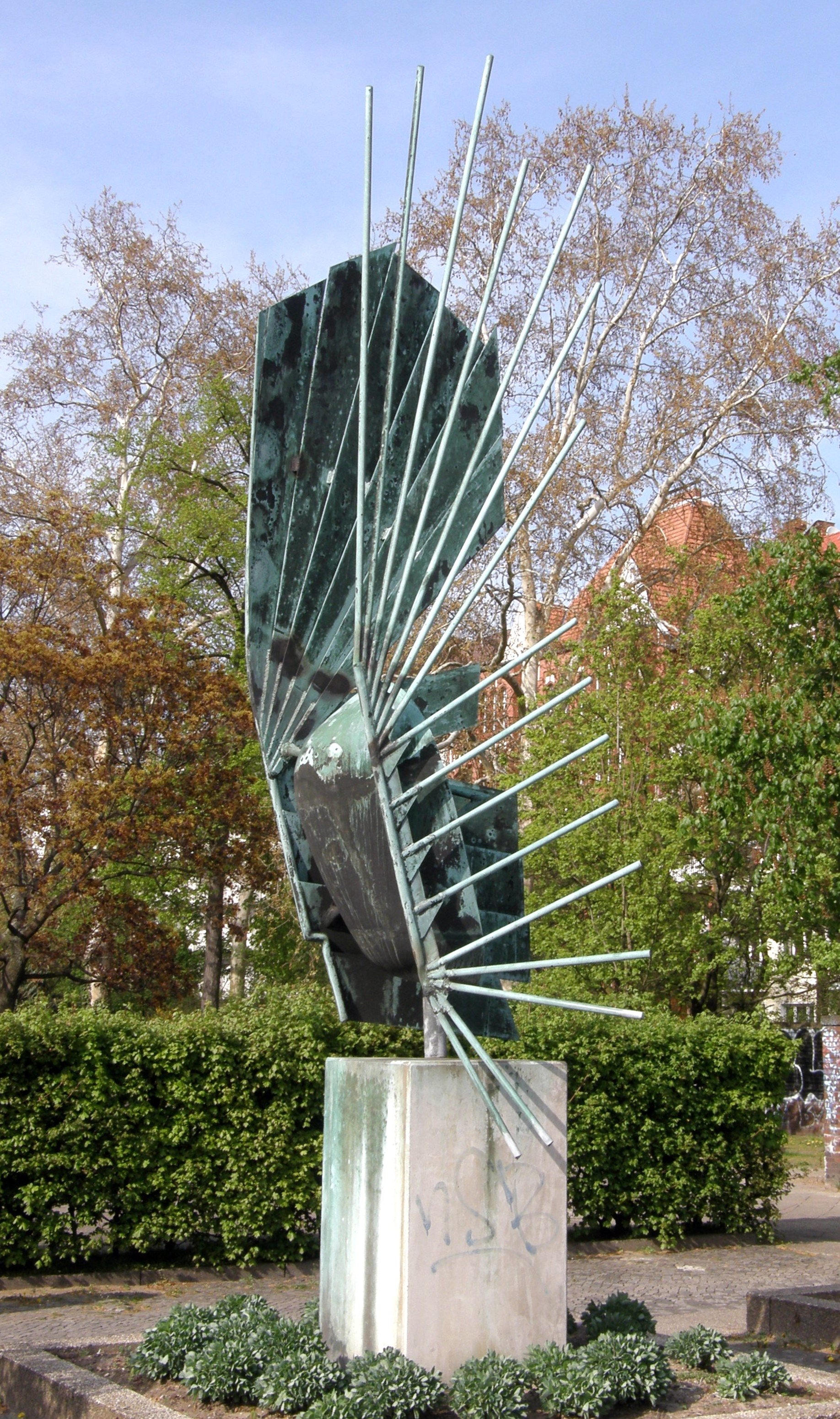
Bronzeskulptur Phönix

Am 22. Oktober 2011 eröffnete das Kino nach einem Betreiberwechsel und umfangreichen Renovierungsmaßnahmen seine Pforten unter dem Namen Bundesplatz-Kino. Neben den Arthaus-Filmen werden zahlreiche historische Filme gezeigt, vor allem aus dem Nachkriegsdeutschland.
An der Einmündung zur Mainzer Straße steht eine Statue Die Winzerin von Friedrich Drake. Eine erste Version dieser Skulptur wurde 1868 im Tiergarten aufgestellt, jedoch im Zweiten Weltkrieg beschädigt. 1854 schuf Drake eine größere Version der Winzerin aus Marmor, die nach seinem Tod von seiner Familie an die Gemeinde Wilmersdorf verkauft wurde. 1910 wurde sie auf dem damaligen Kaiserplatz aufgestellt. 1968 wurde sie im Rahmen der Umgestaltung des Platzes an ihren jetzigen Standort versetzt und 1982 durch eine Kopie aus Steinguss ersetzt; das Original kam erst in das Lapidarium nach Kreuzberg, 2009 in die Zitadelle Spandau. 2010 wurde in der Bezirksverwaltung eine Versetzung der Statue auf den Rüdesheimer Platz diskutiert.
Von 1986 bis 2012 entstand die Langzeitdokumentation Berlin – Ecke Bundesplatz, bei der die Dokumentarfilmer Detlef Gumm und Hans-Georg Ullrich Menschen aus dem Kiez durch ihren Alltag begleiteten. Filme der Dokumentation wurden seit 2001 mehrfach im Fernsehen wiederholt sowie auf der Berlinale gezeigt und von Kritikern hoch gelobt.
An der Südseite des Platzes steht die übermannsgroße Bronzeskulptur Phönix, die aus dem Atelier von Bernd Wilhelm Blank stammt. Sie ist das Ergebnis eines Gestaltungswettbewerbs anlässlich der Umbenennung des Platzes und wurde 1968 hier aufgestellt. Sie soll den Neubeginn nach den Zerstörungen des Zweiten Weltkriegs („wie Phönix aus der Asche“) symbolisieren.